# Le Bouscat
Bouscat é uma comuna francesa na região administrativa da Nova Aquitânia, no departamento da Gironda. Estende-se por uma área de 5,28 km². Em 2010 a comuna tinha 24 202 habitantes (densidade: 4 583,7 hab./km²).079 hab/km².